# Victor Camus
Pour les articles homonymes, voir Camus.
Victor Camus, né à Morlaix le  12 février 1858 et mort dans la même ville le 25 octobre 1908, est un photographe français.

## Galerie

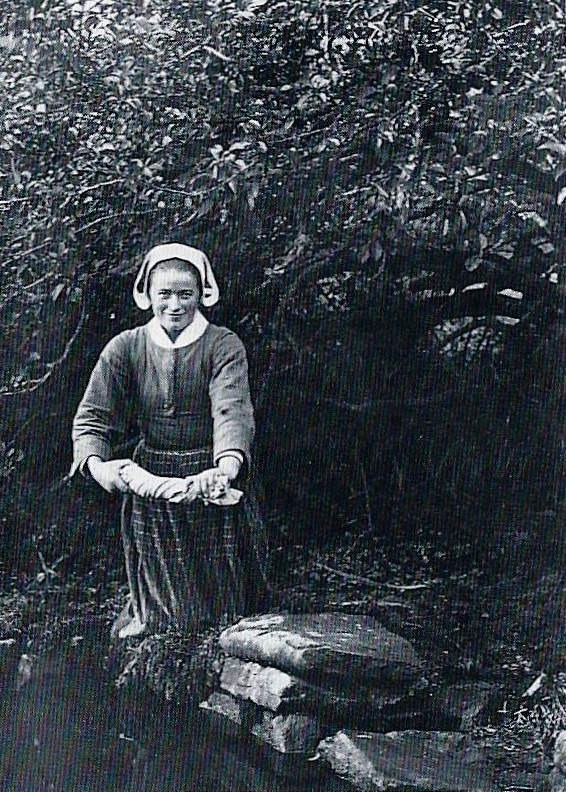
Femme lavant le linge à Pont-Croix, vers 1905-1910.
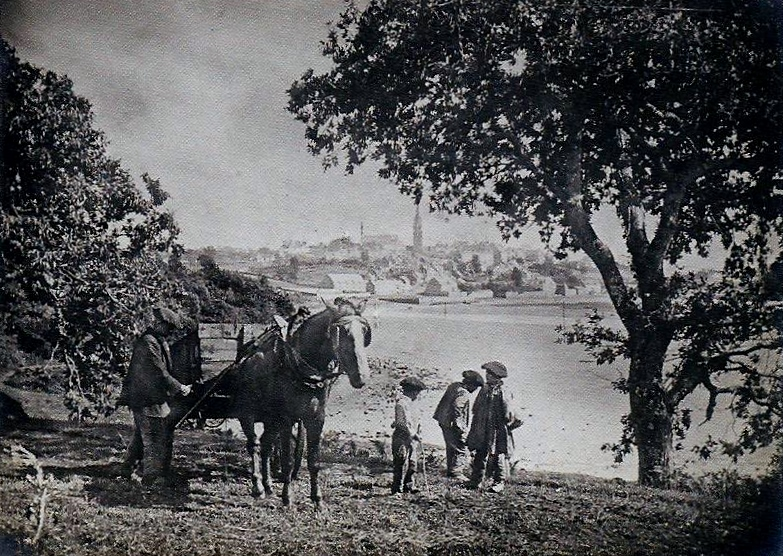
La rive du Goyen à Pont-Croix, vers 1900.

## Exposition
- 2017 : Victor Camus, le Cap-Sizun retrouvé, maison du Marquisat, Pont-Croix[1].